# Jezgrin antigen proliferirajućih stanica
| Jezgrin antigen proliferirajućih stanica |
| PCNA                                     |
|                                          |
| OMIM: 176740                             |
| MGI: 97503                               |
| HomoloGene: 1945                         |
| GeneCards: PCNA                          |

Jezgrin antigen proliferirajućih stanica odnosno proliferirajući stanični jezgreni antigen (eng. proliferating cell nuclear antigen, PCNA) je bjelančevina koja je smještena u jezgri stanica u proliferaciji.
Jezgrin antigen proliferirajućih stanica je DNK stezaljka koja djeluje kao čimbenik procesivnosti DNK polimeraze δ u eukariotskim stanicama. Bitan je za replikaciju. PCNA je homotrimer i procesivnost doseže okruživanjem DNK, gdje radi kao skela radi novačenja bjelančevina uključenih u udvostručavanje DNK, popravak DNK, remodeliranje kromatina i epigenetskim zbivanjima.
Proliferirajući stanični jezgreni antigen se ne detektira u fazi staničnog ciklusa G0, raste kroz fazu G1 i najveću koncentraciju doseže u njenoj kasnoj fazi i u fazi sinteze, a tijekom faze G2 i mitozi (M) opada.
Na 20. kromosomu je gen za PCNA. Funkcija u jezgri mu je biti kofaktor za DNK-polimerazu-delta. Kod sisavaca PCNA održava točnost udvostručavanja DNK.
Meningeome se može grupirati prema udjelu PCNA+ stanica. Histološki stupanj i kliničkopatološke skupine meningeoma se može statistički povezati s izražajem PCNA. Izražaj PCNA nije povezan s povećanom celularnošću. Izraženost PCNA statistički je značajno povezana s brojem mitoza.
Na PCNA djeluje gen p53. Gen p53 je čuvar genoma. Ovo je gen supresije tumora. Bjelančevinski proizvod gena p53 je fosfoprotein. Veže se za jezgrinu DNK te potiče prepisivanje ciljnih gena, aktivira gene p21, GADD45, Ciklin G1, MDM2, Bax, Fas, a ostale gene nužne za staničnu diobu koči, poput proliferirajućeg staničnog jezgrenog gena, Rb, MDR (gena za višestruku otpornost stanica), Bcl2 i dr.

## Vanjske poveznice
- 8. Hrvatski biološki kongres, Zbornik sažetaka, Hrvatsko biološko društvo  Arhivirana inačica izvorne stranice od 20. veljače 2021. (Wayback Machine)